# David Johansson (fotbollsspelare född 1992)
David Johansson, född den 13 april 1992, är en svensk fotbollsspelare som spelar för IK Virgo. 

## Karriär
Säsongerna 2016–2017 spelade han som högerback för Örgryte IS i Superettan. Efter kvaldramat mot Mjällby AIF 2017 blev det officiellt att David Johansson fick lämna klubben.
I januari 2018 återvände Johansson till Utsiktens BK, där han skrev på ett ettårskontrakt. Inför säsongen 2019 gick Johansson till division 3-klubben IK Virgo. Han spelade 10 matcher i Division 3 2019 då Virgo blev nedflyttade. Säsongen 2020 spelade Johansson sju matcher och gjorde tre mål i Division 4. Följande säsong gjorde han fyra mål på nio matcher.